# Da Memória e Reminiscência
Da memória e reminiscência (em latim, De memoria et reminiscentia, em grego Περι Μνημης και Αναμνησεος) é um dos tratados que compõem a Parva Naturalia de Aristóteles.
Estes dois conceitos são bem diferenciados na obra do "Filósofo". A memória não é apenas a capacidade para recordar, mas tem a ver também com o intelecto que o humano possui, no momento em que pode julgar após uma sensação específica. A questão da reminiscência é muito mais complexa. O juízo da pessoa é formulado não apenas com uma sensação, mas com um conjunto delas. A reminiscência tem a ver com um leque de vivências que fazem com que a pessoa se lembre de várias coisas como se fossem elos de uma corrente. Em português, pode-se utilizar metaforicamente a diferença entre lembrar e decorar, como análogos da diferença entre reminiscência e de memória.